# Tudor (automobil)

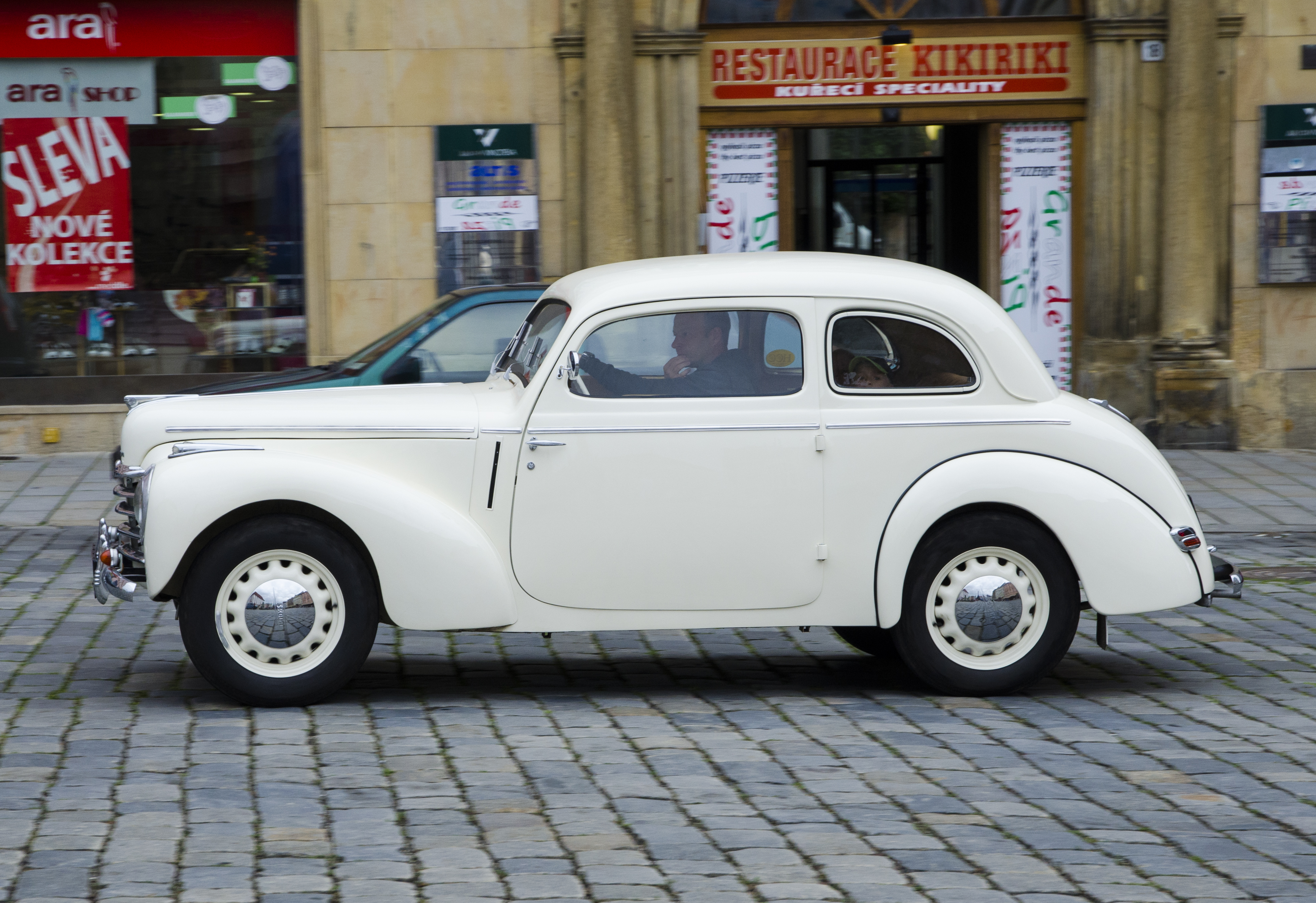
Škoda 1101 s karoserií tudor

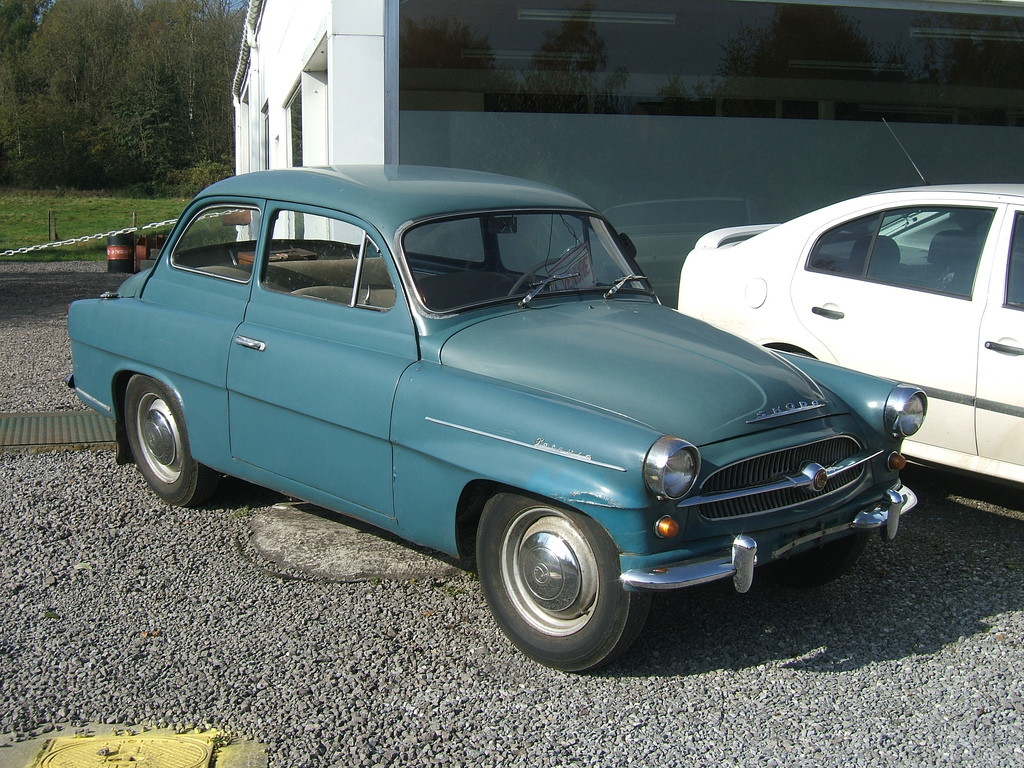
Škoda Octavia s karoserií tudor

Tudor v užším smyslu je typ automobilové karoserie s dvojími dveřmi (jedněmi na straně řidiče, druhými na straně spolujezdce) a s uzavřeným čtyř- a vícemístným uspořádáním s pevnou střechou. V širším smyslu se jedná o typ osobního automobilu vybaveného karoserií tohoto typu.

## Uplatnění
Vozy s karoserií tudor patřily mezi levnější osobní automobily. Místně (zejména ve Francii) ale cenově překonávaly mnohem menší čtyřdveřové sedany, které se vyráběly jako základní typy. Pro nabídku karoserie tudor v podobě levnější karosářské verze bylo potřeba očekávat dostatek kupujících.
S růstem požadavku na pasivní bezpečnost a připoutávání dětí na dětské sedačky ztratila karoserie tudor pro obtížný přístup k zadním sedadlům potenciální kupce. Mladé rodiny a senioři s malými vnoučaty pozbyli zájmu a ostatních zájemců o tudor není dost, aby se automobilkám konstrukce vyplatila.

## Výhody
- nižší výrobní náklady dvoudveřové karoserie
- nemožnost otevření dveří ze zadních sedadel, zvláště u starších automobilů s otevíráním dveří proti směru jízdy, což sice výrazně usnadňovalo nástup a výstup z vozidla, ale především při přepravě dětí neprospívalo bezpečnosti provozu
- vůz s dvojími dveřmi více připomíná závodní vozy a působí sportovněji

## Nevýhody
- nepohodlné nastupování a vystupování zejména dospělých na zadní sedadla
- ztížené parkování kvůli otevírání delších dveří

## Etymologie
Název tudor vznikl počeštěním anglického označení two-door (dvoudveřový) jako lidová přezdívka nejčastěji dvoudveřového sedanu Škoda 1101. Výraz se vžil a obecně začal používat pro dvoudveřové sedany.